# Amici per errore
Amici per errore è un singolo del cantautore italiano Tiziano Ferro, pubblicato il 14 febbraio 2020 come quarto estratto dal settimo album in studio Accetto miracoli.

## Descrizione
Seconda traccia del disco, il brano è stato scritto da Ferro stesso in collaborazione con Massimiliano Pelan e Francesco Gramegna. Del brano esiste anche una versione in lingua spagnola, intitolata Amigos por errores e adattata da Diego Galindo Martínez.
Il 6 febbraio 2020 il brano è stato presentato per la prima volta dal vivo durante la terza serata del Festival di Sanremo 2020.

## Video musicale
Il video è stato diretto da Gianluca Grandinetti e reso disponibile il 13 febbraio 2020 attraverso il canale YouTube dell'artista.

## Formazione
Musicisti
- Tiziano Ferro – voce, arrangiamenti vocali
- Timbaland – tastiera, programmazione
- Angel Lopez – tastiera, programmazione
- Federico Vindver – tastiera, programmazione
- Davide Tagliapietra – chitarra
- Luca Scarpa – pianoforte
- Valeriano Chiaravalle – arrangiamenti orchestrali e direzione d'orchestra
- Budapest Scoring Symphonic Orchestra – orchestra

Produzione
- Davide Tagliapietra – produzione
- Fabrizio Giannini – produzione esecutiva
- David Rodriguez – ingegneria del suono
- Dave Poler – ingegneria del suono
- Pino "Pinaxa" Pischetola – ingegneria del suono, missaggio
- Marco Sonzini – registrazione voce
- Antonio Baglio – mastering

## Successo commerciale
In Italia il brano è stato il 71º più trasmesso dalle radio nel 2020.